# Poppin'Partyのディスコグラフィ
Poppin'Partyのディスコグラフィは、日本のメディアミックスプロジェクト『BanG Dream!』のリアルバンドの一つ・Poppin'Partyの作品の一覧である。
メンバーは、戸山香澄（声 - 愛美）、花園たえ（声 - 大塚紗英）、牛込りみ（声 - 西本りみ）、山吹沙綾（声 - 大橋彩香）、市ヶ谷有咲（声 - 伊藤彩沙）の5名。
なお、プロジェクト内の他ユニットとの合同作品および、各メンバーのソロ作品の詳細についてはBanG Dream!のディスコグラフィを参照。
また、「*」と記載のある人物は、楽曲発表時点でElements Gardenに所属していたことを示し、「▲」については、ドラマパートを示す。

## シングル

### Yes! BanG_Dream!
デビューシングル。2015年10月11日に生産限定盤が先行販売され、2016年2月24日に一般発売された。

### STAR BEAT!〜ホシノコドウ〜
2ndシングル。2016年8月3日に発売された。

### 走り始めたばかりのキミに/ティアドロップス
3rdシングル。2016年12月7日に発売された。Poppin'Partyにとって初の両A面シングルとなる。

### ときめきエクスペリエンス！
4thシングル。2017年2月1日に発売された。

### キラキラだとか夢だとか 〜Sing Girls〜
5thシングル。2017年2月15日に発売された。
表題曲である「キラキラだとか夢だとか」は、テレビアニメ第1期のエンディングテーマと第2期の第3話の挿入歌、及びテレビ番組『月刊ブシロードTV with BanG Dream!』エンディングテーマに起用された。
また、封入特典として、ヴァイスシュヴァルツPRカード（全1種）の他、初回のみ応募券3種および生徒手帳風キャラカード（全6種の内ランダムで1枚）が封入された。
収録曲
| 出典：全作詞: 中村航、全作曲・編曲: 藤永龍太郎*。 |                                                           |        |              |       |
| #                                                 | タイトル                                                  | 作詞   | 作曲・編曲   | 時間  |
| 1.                                                | 「キラキラだとか夢だとか 〜Sing Girls〜」                 | 中村航 | 藤永龍太郎 * | 5：06 |
| 2.                                                | 「Happy Happy Party!」                                    | 中村航 | 藤永龍太郎 * | 4：43 |
| 3.                                                | 「キラキラだとか夢だとか 〜Sing Girls〜（instrumental）」 | 中村航 | 藤永龍太郎 * |       |
| 4.                                                | 「Happy Happy Party!（instrumental）」                    | 中村航 | 藤永龍太郎 * |       |
| 5.                                                | 「バンドリ!ミニドラマ 〜お昼休みの過ごし方〜▲」           | 中村航 | 藤永龍太郎 * | 3：52 |

### 前へススメ！/夢みるSunflower
6thシングル。2017年5月10日に発売された。
今作の表題曲である「前へススメ！」および「夢みるSunflower」はいずれもテレビアニメ第1期の挿入歌に起用された。
また、初回生産特典として、オリジナルキャラステッカー（全6種の内ランダムで1枚）が封入。
音楽性
「前へススメ！」は、メンバーが次々に歌い継ぎ、最後に香澄が歌うという振り分け方がなされている。当初は均等な歌割りだったが、それでは香澄の思いや物語のカタルシスも表現しきれないと中村が判断し、最終的には香澄のパートのみ長くした。
収録曲
全作詞：中村航、全編曲：藤田淳平*
1. 前へススメ！［5：08］
  - 作曲：上松範康*

2. 夢みるSunflower［4：39］
  - 作曲：藤田淳平*

3. 前へススメ！（instrumental）
4. 夢みるSunflower（instrumental）
5. 楽曲紹介 from Poppin’Party▲ ［6：05］

特典CD
テレビアニメ版『BanG Dream!』Blu-ray全巻購入特典CDとして、『前へススメ!/夢みるSunflower』の表題曲「前へススメ!」のソロバージョンを収録したCDが2017年11月22日より配布された。配布店舗および歌唱は下記の通り。
| タイトル                                        | 歌                     | 規格品番 | 配布店舗     |
| ----------------------------------------------- | ---------------------- | -------- | ------------ |
| 前へススメ! オリジナルCD 〜山吹沙綾ソロVer.〜   | 山吹沙綾（大橋彩香）   | -        | Amazon.co.jp |
| 前へススメ! オリジナルCD 〜戸山香澄ソロVer.〜   | 戸山香澄（愛美）       | -        | アニメイト   |
| 前へススメ! オリジナルCD 〜花園たえソロVer.〜   | 花園たえ（大塚紗英）   | -        | ゲーマーズ   |
| 前へススメ! オリジナルCD 〜牛込りみソロVer.〜   | 牛込りみ（西本りみ）   | -        | とらのあな   |
| 前へススメ! オリジナルCD 〜市ヶ谷有咲ソロVer.〜 | 市ヶ谷有咲（伊藤彩沙） | -        | ソフマップ   |

### Time Lapse
7thシングル。2017年9月20日に発売された。
今作の収録曲である「八月のif」はOVA『BanG Dream!』の挿入歌に起用された。
通常盤（BRMM-10096）とBlu-ray付生産限定盤（BRMM-10095）の二種類がリリースされた。Blu-rayには同年2月5日に開催された「BanG Dream! 3rd☆LIVE Sparklin’ PARTY 2017!」のライブ映像およびメイキング映像を収録。
また、初回生産特典として、オリジナルキャラクターカード（全6種の内ランダムで1枚）と7thシングルリリース記念スペシャルイベント参加抽選応募券が封入。
収録曲（生産限定盤・通常盤共通）
全作詞：中村航
1. Time Lapse
  - 作曲：上松範康*、編曲：藤田淳平*

2. 八月のif
  - 作曲・編曲：藤永龍太郎*
  - 香澄と沙綾のダブルボーカル。

3. 夏のドーン！
  - 作曲・編曲：岩橋星実*

4. Time Lapse（instrumental）
5. 八月のif（instrumental）
6. 夏のドーン！（instrumental）

Blu-ray（生産限定盤のみ）
1. 「BanG Dream! 3rd☆LIVE Sparkling’ PARTY 2017! at TOKYO DOME CITY HOLL」（2017年2月5日、東京ドームシティホール）
  1. ドラマ ～路上ライブデビュー！～
  2. OPENING
  3. Yes! BanG_Dream!
  4. 走り始めたばかりのキミに
  5. Little Busters!
  6. Alchemy
  7. DISCOTHEQUE
    - OA：水樹奈々

  8. STAR BEAT!～ホシノコドウ～ ～Acoustic Ver.～
  9. ぽっぴん’しゃっふる ～Acoustic Ver.～
  10. ドラマ ～Roselia～
  11. 魂のルフラン
    - 歌：Roselia、OA：高橋洋子

  12. Hacking to the Gate
    - 歌：Roselia、OA：いとうかなこ

  13. BLACK SHOUT
    - 歌：Roselia

  14. ときめきエクスペリエンス！
  15. ティアドロップス
  16. キラキラだとか夢だとか ～Sing Girls～
  17. 1000回潤んだ空
  18. STAR BEAT!～ホシノコドウ～
  19. ENDING

2. 3rd☆LIVEメイキング映像 「～ポッピン・パッピン・舞台裏！～」

パフォーマンス
本シングル収録曲はいずれも複数のライブにて演奏されてきた。
このうち、「夏のドーン！」は、2021年に行われたBanG Dream! 9th☆LIVE「The Beginning」においてメンバーが観客にタオルを回すよう煽ったり、ステージから水鉄砲を発射する場面があった。
また、SILENT SIRENとの対バンライブ「NO GIRL NO CRY」では「夏のドーン！」と「Time Lapse」が演奏されており、このうち前者はスクリーン上に花火のアニメーションが表示される演出がとられた。
評価
CDジャーナルによると「Time Lapse」はスピード感のあふれる内容である一方、「八月のif」は戸山香澄と山吹沙綾の2人がしっとりと歌い上げ、彼女たちの奏でるハーモニーと掛け合いが心地よいとされている。

### クリスマスのうた
8thシングル。2017年12月13日に発売された。
カップリング曲である「B.O.F」はテレビアニメ『フューチャーカード バディファイトX』のエンディングテーマに起用された。

### CiRCLING
9thシングル。2018年3月21日に発売された。
カップリング曲である「Light Delight」はテレビ番組『バンドリ!TV』オープニングテーマに起用された。

### 二重の虹（ダブル レインボウ）/最高（さあ行こう）！
10thシングル。2018年7月11日に発売された。
表題曲のひとつである「最高！」はテレビアニメ『フューチャーカード 神バディファイト』オープニングテーマに起用されており、メンバーの西本りみが同番組の主人公・末門友牙の弟である末門晴役、愛美がアマテラス役でそれぞれ出演している。

### ガールズコード
11thシングル。2018年10月3日に発売された。
今作の表題曲である「ガールズコード」はテレビ番組『バンドリ!TV』のオープニングテーマに起用された。
初回生産特典として、アナザージャケット（全6種の内ランダムで1枚）のほか、BanG Dream! 6th☆LIVEおよび「バンドリ！ラジオ祭り！」の抽選応募申込券が封入される。
収録曲
全作詞：中村航
1. ガールズコード
  - 作曲・編曲：藤永龍太郎*

2. 切ないSandglass
  - 作曲：上松範康*、編曲：菊田大介*

3. ガールズコード（instrumental）
4. 切ないSandglass（instrumental）

評価
フリーライターの杉山仁はリアルサウンドに寄せた記事の中で、「ガールズコード」について、バンドならではのポップさとセンチメンタルさのコントラストを楽しめる楽曲であると評価しており、歌詞の内容についてはこれまでの歩みを振り返るようだと評している。
また杉山は、カップリング曲の「切ないSandglass」について、「和の香りを感じさせるピアノやギターのアルペジオを生かした切なさ溢れるアレンジと、“春” “夏” “秋” “冬”と四季の移り変わりを描写していく歌詞が印象的な楽曲。」と評価している。

### キズナミュージック♪
12thシングル。2018年12月12日に発売された。

### Jumpin'
13thシングル。2019年2月20日に発売された。
表題曲である「Jumpin'」はテレビアニメ『BanG Dream! 2nd Season』のエンディングテーマに起用された。
初回生産特典として、オリジナルキャラクターカード1枚（全5種）及び5月18、19日に開催されるSILENT SIRENとの対バンライブ「NO GIRL NO CRY」の抽選応募申込券が封入される。
楽曲解説
作詞者の中村航は、ライブでの風景を想像して、皆で飛び上がれるような内容にしたとリアルサウンドとのインタビューの中で語りつつも、『リンダリンダ』や『JUMP』を意識して遊びの要素も入れたと明かしている。
一方、「What's the POPIPA!?」はバンドメンバーの自己紹介のような内容となっている。

収録曲
| 全作詞: 中村航。出典： |                                         |        |           |           |
| #                      | タイトル                                | 作詞   | 作曲      | 編曲      |
| 1.                     | 「Jumpin' 」                            | 中村航 | 上松範康* | 岩橋星実* |
| 2.                     | 「What's the POPIPA!?」                 | 中村航 | 菊田大介* | 菊田大介* |
| 3.                     | 「Jumpin' （instrumental）」            | 中村航 |           |           |
| 4.                     | 「What's the POPIPA!?（instrumental）」 | 中村航 |           |           |

Blu-ray（生産限定盤のみ）
- BanG Dream! 5th☆LIVE Day1:Poppin'Party HAPPY PARTY 2018!（2018年5月12日、幕張メッセ国際展示場1〜3ホール）

### Dreamers Go!/Returns
14thシングル。2019年5月15日に発売された。
「Dreamers Go!」「Returns」の両曲共テレビアニメ『BanG Dream! 2nd Season』挿入歌として書き下ろされた。「Dreamers Go!」は第13話、「Returns」は第12話にて使用された。
通常盤（BRMM-10191）とBlu-ray付生産限定盤（BRMM-10190）の二種類がリリースされる。生産限定盤のBlu-rayにはアニメ『BanG Dream! 2nd Season』#1～2、次回予告、TVCMを収録。
初回生産特典として、オリジナルキャラクターカード1枚（全5種）が封入される。
作品背景・内容
「Returns」は、たえがPoppin PartyかRAISE A SUILENのどちらかを選ぶか苦悩する中、Poppin' Partyのために制作したという設定がある。
収録曲
全作詞：中村航
1. Dreamers Go!
  - 作曲・編曲：菊田大介*

2. Returns
  - 作曲：上松範康*、編曲：藤田淳平*

3. Dreamers Go!（instrumental）
4. Returns（instrumental）

Blu-ray（生産限定盤のみ）
1. アニメ「BanG Dream! 2nd Season」#1〜2
2. Web用次回予告 #1〜2
3. アニメ「BanG Dream! 2nd Season」CM Poppin’Party編

パフォーマンス
SILENT SIRENとの対バンである「NO GIRL NO CRY」にてPoppin' Partyが「Returns」を演奏した際、大塚紗英が演奏中に目を潤ませ、それに気づいた愛美が優しく微笑んで見守る場面があった。

### イニシャル/夢を撃ち抜く瞬間に!
15thシングル。2020年1月8日に発売された。
「イニシャル」は『BanG Dream! 3rd Season』のオープニングテーマ、「夢を撃ち抜く瞬間に!」はエンディングテーマとしてそれぞれ使用される。また、「イニシャル」は『JAPAN COUNTDOWN』（テレビ東京系列）の2020年1月度オープニングテーマとしても使用された。
また、本シングルは「キラキラVer.」と「ドキドキVer.」の2タイプによる展開となり、うち「キラキラVer.」にはカップリングとして「SAKURA MEMORIES」が収録されている。一方、「ドキドキVer.」には「アニバーサリー」がカップリングとして収録されている。
本シングルは、1月14日に発表されたオリコン週間シングルランキングにて1位を獲得し、Poppin'Partyとしてはシングル・アルバム通じて初の首位獲得であるとともに、プロジェクトとしてもシングル作品が首位を獲得するのは初の快挙となった。

### Photograph
16thシングル。2021年1月6日に発売された。
表題曲は『お願い!ランキング』（テレビ朝日系列）の2021年1月度オープニングテーマとしても起用された。
本シングルは2021年1月18日付のオリコン週間シングルランキングで1位を獲得したほか、2021年1月18日付の週間チャート“Billboard JAPAN Top Singles Sales”でも1位を獲得した。
収録曲（生産限定盤・通常盤共通）
全作詞：中村航
1. Photograph
  - 作曲・編曲：岩橋星実*

2. 開けたらDream!
  - 作曲・編曲：笠井雄太*

3. Photograph（instrumental）
4. 開けたらDream!（instrumental）

Blu-ray（生産限定盤のみ）
1. 「Photograph」リリックビデオ
2. ミニアニメ「BanG Dream! ガルパ☆ピコ～大盛り～」#1〜#13

評価
ライターの一条皓太は、アキバ総研に寄せたレビューの中で「Photograph」について、中村航の歌詞が持つ情景描写力を思い知らされたと評している。また、一条はカップリング曲の「開けたらDream!」から遊び心を感じたとしている。

### ぽっぴん'どりーむ！
17thシングル。2022年1月5日に発売された。
表題曲は劇場版「BanG Dream! ぽっぴん'どりーむ！」のオープニング主題歌で、カップリング曲の「星の約束」はエンディングに起用されている。
もう一つのカップリング曲である「イントロダクション」は、2021年12月1日から先行で配信されていた楽曲であり、アーティストタイアップ第一弾「Poppin'Party × Ayase」の一環として、Ayaseが制作している。

### 夏に閉じこめて
18thシングル。2022年8月31日に発売された。
楽曲解説
インタビューの中で愛美は、夏とPoppin'Partyの親和性の高さを改めて感じた、良い曲ながらも切ない感じもしたからこそ感情を込めることができたので歌っていても楽しかった、と語った。西本りみも夏の終わりのようで切なさを感じたと答えている。
収録曲（生産限定盤・通常盤共通）
全作詞：中村航
1. 夏に閉じこめて
  - 作曲・編曲：都丸椋太*

2. 勇気Limit!
  - 作曲・編曲：近藤世真*

3. 夏に閉じこめて（instrumental）
4. 勇気Limit!（instrumental）

Blu-ray（生産限定盤のみ）
1. 劇場版「BanG Dream! ぽっぴん'どりーむ！」本編
2. 「香澄とたえの放課後居残りツアー」Zepp Yokohama＜夜公演＞

### 新しい季節に
『新しい季節に』は、2024年1月24日に発売されたPoppin'Partyの19thシングルである。

## アルバム

### Poppin'on!
1stアルバム。2019年1月30日に発売された。
通常盤（BRMM-10171）とBlu-ray付生産限定盤（BRMM-10170）の二種類をリリース。
CDは11thシングルまで収録された17曲のほか、アコースティックバージョンが新録音源として収録されている。なお、2018年4月23日に各ウェブサイトで先行配信された「私の心はチョココロネ」はテレビシリーズ第1期のサウンドトラックに収録されていたが、サウンドトラックに収録されていたものはショート版であったため、フルバージョンのCD収録は今作が初となる。
生産限定盤には、テレビ番組『バンドリ！TV』にて放送された「そうだキャラバンに行こう。〜バンドリーマー感謝キャラバンの旅〜」のディレクターズカット版などを収録したBlu-rayのほか、フォトブックレットが付属する。
また、両盤共通の初回生産特典として、ジャケットイラスト仕様の大カットステッカーが封入。
収録内容
Disc1「私の心はチョココロネ」を除く全作詞：中村航
CD（両盤共通）

Disc1
1. Yes! BanG_Dream!
  - 作曲：上松範康*、編曲：藤永龍太郎*

2. STAR BEAT!〜ホシノコドウ〜
  - 作曲：上松範康、編曲：藤永龍太郎

3. 走り始めたばかりのキミに
  - 作曲：上松範康、編曲：藤永龍太郎

4. ティアドロップス
  - 作曲：上松範康、編曲：末益涼太*

5. ときめきエクスペリエンス!
  - 作曲：上松範康、編曲：藤間仁*

6. キラキラだとか夢だとか 〜Sing Girls〜
  - 作曲・編曲：藤永龍太郎

7. 私の心はチョココロネ
  - 作詞：織田あすか*、作曲・編曲：藤田淳平*

8. 前へススメ！
  - 作曲：上松範康、編曲：藤田淳平

9. 夢みるSunflower
  - 作曲・編曲：藤田淳平

10. ティアドロップス 〜Popipa Acoustic Ver.〜 
  - 作曲：上松範康

11. 走り始めたばかりのキミに 〜Popipa Acoustic Ver.〜
  - 作曲：上松範康

Disc2
1. Time Lapse
  - 作曲：上松範康、編曲：藤田淳平

2. 八月のif
  - 作曲・編曲：藤永龍太郎

3. クリスマスのうた
  - 作曲：菊田大介*、編曲：岩橋星実*

4. B.O.F
  - 作曲：DAIGO、編曲：宅見将典

5. CiRCLING
  - 作曲・編曲：岩橋星実

6. 二重の虹(ダブル　レインボウ)
  - 作曲・編曲：菊田大介

7. 最高(さあ行こう)！
  - 作曲・編曲：藤田淳平

8. ガールズコード
  - 作曲・編曲：藤永龍太郎

9. Yes! BanG_Dream! 〜Popipa Acoustic Ver.〜 
  - 作曲：上松範康

10. 夏空 SUN! SUN! SEVEN! 〜Popipa Acoustic Ver.〜
  - 作曲：上松範康

11. STAR BEAT!〜ホシノコドウ〜 〜Popipa Acoustic Ver.〜
  - 作曲：上松範康

Blu-ray（生産限定盤のみ）
1. 「そうだキャラバンに行こう。〜バンドリーマー感謝キャラバンの旅〜」〜ディレクターズカット版〜
2. 「24時間 バンドリ！TV　あいみんとりみりんの牛込神楽坂巡り」
3. Poppin'Party in テレビ朝日・六本木ヒルズ夏祭り SUMMER STATION 音楽LIVE 2018（2018.8.8）

### Breakthrough!
2ndアルバム。2020年6月24日に発売された。
収録曲には、12thシングル「キズナミュージック♪」から15thシングル「イニシャル/夢を撃ち抜く瞬間に！」に加え、新曲が複数収録されている。
通常盤（BRMM-10254）とBlu-ray付生産限定盤（BRMM-10253）の二種類をリリース。
生産限定盤には、Singleのカップリング曲を集めたB面ベスト集のCDや、「Breakthrough!」MV、2019年に行われた「Poppin'Party Fan Meeting Tour 2019!」千秋楽・東京公演「宇宙へドリーマーズGO!」の模様を収録したBlu-rayのほか、フォトブックレットが付属する。
当初は同年6月3日に発売される予定だったが、新型コロナウイルスの影響による製造上の都合により変更された。

### Live Beyond!!
1stミニアルバム。2021年8月18日に発売された。
通常盤と生産限定盤の2種類があり、このうち通常盤の表ジャケットにはPoppin' Partyのメンバーが描かれている一方、裏ジャケットには収録曲「ここから先は歌にならない」のタイアップである『ぼくたちのリメイク』のキャラクターが描かれている。
作品背景・内容
表題曲「Live Beyond!!」は、『バンドリ！ ガールズバンドパーティ！』のバンドストーリー3章に合わせて書き下ろされた。
収録曲
1. Live Beyond!!
2. Sweets BAN!
3. キミが始まる!
ゲーム『バンドリ！ ガールズバンドパーティ！ for Nintendo Switch』主題歌[86]。
4. Moonlight Walk
テレビアニメ『進化の実〜知らないうちに勝ち組人生〜』エンディングテーマ[88]
5. ここから先は歌にならない
テレビアニメ『ぼくたちのリメイク』オープニングテーマ[87]。

Blu-ray（生産限定盤）
1. Live Beyond!! (MV)
2. BanG Dream! 8th☆LIVE」 夏の野外3DAYS DAY3:「Special Live ～Summerly Tone♪～」Poppin'Party PART
3. 全力!バンドリ!タイムズ前編/後編 (特典映像)

パフォーマンス
「Moonlight Walk」は、2021年11月20日に開かれた『ANIMAX MUSIX 2021』にて披露された。キーボードを務めた伊藤彩沙は、アニメイトタイムズとのインタビューの中で、発表から間もないのに、観客たちが一生懸命に振り付けをまねたり、ノリに合わせたことに驚いたと話している。
評価
Skream!の三木 あゆみは、本アルバムから、ポピパらしいきらめきが放たれていると評価している。三木は、表題曲「LIVE BEYOND!!」の歌詞について、「一秒で繋がるよ Distance」など、今の次代に当てはまるフレーズがあり、希望に満ちた言葉から勇気をもらえたと評している。

### 青春 To Be Continued
2ndミニアルバム。2023年5月31日に発売された。
通常盤（BRMM-10640）とBlu-ray付生産限定盤（BRMM-10639）の二種類がリリースされる。Blu-ray付生産限定盤には、2022年9月に有明アリーナにて開催されたBanG Dream! 10th☆LIVE DAY3 : Poppin'Party「Hoppin'☆Poppin'☆Dreamin'!!」を収録。
カップリング曲の「最強☆ソング」は、アーティストタイアップ Poppin'Party×HoneyWorks！の一環として、HoneyWorksが制作している。同時にスマートフォンゲーム『ガルパ』にてPoppin'PartyをHoneyWorksの楽曲『ヒロイン育成計画』もカバーすることを発表。
収録曲
「最強☆ソング」を抜く全作詞：中村航
1. 青春 To Be Continued
  - 作曲：上松範康*、編曲：下田晃太郎*

2. Future Place
  - 作曲：笠井雄太*、編曲：笠井雄太*

3. 大好き！
  - 作曲：上松範康*、編曲：岩橋星実*

4. Five Letters
  - 作曲：藤間仁*、編曲：藤間仁*

5. 最強☆ソング
  - 作詞：HoneyWorks、作曲：HoneyWorks

6. RiNG A BELL
  - 作曲：近藤世真*、編曲：近藤世真*

Blu-ray（生産限定盤）
1. BanG Dream! 10th☆LIVE　DAY3 : Poppin'Party「Hoppin'☆Poppin'☆Dreamin'!!」

## 映像作品（Poppin'Party）
| リリース      | タイトル                         | 規格                       | 規格品番   | 最高位 |
| ------------- | -------------------------------- | -------------------------- | ---------- | ------ |
| 2018年5月30日 | Poppin’Party 2015-2017 LIVE BEST | Blu-ray+フォトブックレット | BRMM-10124 | 9位    |

## 配信限定・先行配信
私の心はチョココロネ
作詞：織田あすか*、作曲・編曲：藤田淳平*、歌：Poppin’Party
2018年4月23日より各種配信サイトにて配信。アニメ第1期の第5話挿入歌のフルサイズ版。2019年1月30日発売のアルバム「Poppin'on!」に収録。
牛込りみが制作したという設定である同楽曲の歌詞は、彼女の大好物である「やまぶきベーカリーのチョココロネ」を乙女の心になぞらえた内容である。
作編曲を担当した藤田淳平はリアルサンドとのインタビューの中で、同楽曲は歌詞先行で制作したと述べ、「あの年代の子が曲を作る場合、作曲から入るイメージが湧かなくて、歌詞先行でメロディをつけたほうが言葉のおもしろさ、素朴な感じも出せるかなと考えました。」と話しており、番組の展開によっては楽曲制作者（となるキャラクター）の個性を前に出すことも示唆している。
NO GIRL NO CRY
作詞：中村航、作曲・編曲：藤永龍太郎*、歌：Poppin’Party
2019年4月19日より各種配信サイトにて配信。同年5月18日・19日に開催されるライブイベント「NO GIRL NO CRY」テーマソング。同ライブに出演するSILENT SIRENが歌ったバージョンも同時配信。2019年7月31日のシングル「NO GIRL NO CRY」に収録。
White Afternoon
作詞：中村航、作曲：上松範康*・編曲：藤永龍太郎*、歌：Poppin’Party
2019年12月9日より各種配信サイトにて配信。同日からコラボレーションしたキリン「午後の紅茶」CMソング。
イントロダクション
作詞・作曲：Ayase、編曲：Elements Garden、歌：Poppin’Party
2021年12月1日より各種配信サイトにて配信。YOASOBIの楽曲制作担当、Ayaseとのタイアップ。

## その他のCD
『NO GIRL NO CRY』はPoppin'PartyとSILENT SIRENによるコラボシングルであり、2019年5月18日・19日に開催されるライブイベント「NO GIRL NO CRY」テーマソングでもある。各バンドの個別バージョンは先行配信されたが、コラボバージョンは初音源化となる。
作品背景
元々Poppin'PartyはSILENT SIRENを目標としていたところがあり、過去にはSILENT SIRENの「チェリボム」をカバーしたこともあった。
TOKYO MX presents『BanG Dream! 7th☆LIVE』DAY3:Poppin'Party「Jumpin' Music♪」にてPoppin'Partyによる対バンライブの発表があった際、サプライズゲストとしてSILENT SIRENが登壇したことで初めて対面する。
収録曲
全作詞：中村航、全作曲：藤永龍太郎*
1. NO GIRL NO CRY
  - 歌：Poppin'Party × SILENT SIREN Ver.
  - 編曲：藤永龍太郎*

2. NO GIRL NO CRY Poppin'Party Ver.
  - 歌：Poppin’Party
  - 編曲：藤永龍太郎*

3. NO GIRL NO CRY SILENT SIREN Ver.
  - 歌：SILENT SIREN
  - 編曲・サウンドプロデュース：クボナオキ

4. NO GIRL NO CRY Poppin'Party × SILENT SIREN Ver. -instrumental-
5. NO GIRL NO CRY Poppin'Party Ver. -instrumental-
6. NO GIRL NO CRY SILENT SIREN Ver. -instrumental-

Blu-ray
1. 「NO GIRL NO CRY」MV
2. 「NO GIRL NO CRY」MV Making
3. Poppin'Party×SILENT SIREN特別インタビュー映像